# Casquet glacial

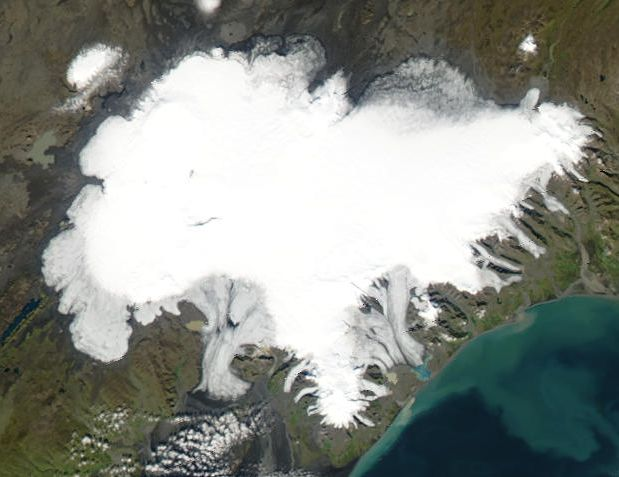
Capa de gel de Vatnajökull, a Islàndia

Un casquet glacial (en anglès ice cap) és una massa de gel que cobreix una superfície menor (fixada arbitràriament) de 50.000 km² (generalment en una zona elevada). Són masses de gel que cobreixen un territori molt vast. Les majors de 50.000 km² s'anomenen indlandsis (paraula internacional d'origen danès, en anglès se'n diu ice sheet) que actualment només es troben a Groenlàndia i l'Antàrtida. Els inlandsis són glaceres en forma d’escut (o de lent biconvexa) molt gran, que cobreix una gran extensió d’un continent o d’una illa, amb gruixos que poden atènyer 3 km, que es manté perquè el balanç entre l’acumulació i l'ablació del glaç és positiu. Lateralment emeten llengües de glaç que davallen fins a la mar, on es fragmenten en icebergs. Actualment n'hi ha a l’Antàrtida i a Grenlàndia, però durant el Plistocè n’hi hagué d'altres.
Les capes de gel no estan limitades per la topografia (per exemple, poden cobrir muntanyes) però el seu "dom" es troba generalment centrat al voltant del punt més alt d'un massís muntanyenc. El gel flueix a partir d'aquest punt més elevat (la divisòria de gel) en direcció a la perifèria de la capa de gel.
Tenint en compte la geomorfologia, en els casquets glacials, el mantell de glaç és tan gruixut que la seva disposició superficial resta independent del substrat rocallós. Es poden diferenciar per la seva grandària: els casquets glacials més petits i estrictes de muntanya o de plana, d’abast local (Alaska, Noruega, sud dels Andes i altres), i els casquets més grans que són els casquets glacials continentals (l'Antàrtida i Groenlàndia).
A la Terra hi ha en total uns 30 milions de km³ de massa de gel. La temperatura mitjana d'aquestes masses de gel està entre -20 °C i -30 °C. El nucli d'una capa de gel té unes temperatures d'entre -15 °C i -20 °C.
El Vatnajökull és un exemple d'una capa de gel a Islàndia.